# Nana Miyagi
Nana Miyagi (宮城ナナ?, Miyagi Nana; Seattle, 10 aprile 1971) è un'ex tennista giapponese.

## Biografia
Nata a Seattle da padre statunitense e madre giapponese, ha passato la maggior parte dell'infanzia ad Okinawa. Durante la sua carriera tennistica ha giocando utilizzando il cognome della madre ma dopo il ritiro l'ha cambiato con quello del padre e da settembre 2007, dopo essersi sposata, è nota anche come Nana Smith Rogers.

## Carriera
Tra le professioniste ha raggiunto i migliori risultati nel doppio, in questa specialità ha vinto infatti dieci titoli e raggiunto la dodicesima posizione mondiale. Nei tornei dello Slam ha raggiunto la semifinale durante gli US Open 1993 in coppia con Yayuk Basuki mentre durante gli Australian Open 1998 è riuscita a sconfiggere le sorelle Williams.
In singolare ha raggiunto solo una finale, a Surabaya, uscendone però sconfitta. Con la Squadra giapponese di Fed Cup ha giocato sedici match vincendone dieci.

## Statistiche

### Singolare

#### Finali perse (1)
| Legenda:              |
| --------------------- |
| Grande Slam (0)       |
| Ori Olimpici (0)      |
| WTA Championships (0) |
| Tier I (0)            |
| Tier II (0)           |
| Tier III (0)          |
| Tier IV & V (1)       |

| No. | Data | Torneo                                     | Superficie | Avversaria in finale | Punteggio |
| 1.  | 1996 | Commonwealth Bank Tennis Classic, Surabaya | Cemento    | Wang Shi-ting        | 6-4, 6-0  |

### Doppio

#### Vittorie (10)
| Legenda:              |
| --------------------- |
| Grande Slam (0)       |
| Ori Olimpici (0)      |
| WTA Championships (0) |
| Tier I (0)            |
| Tier II (0)           |
| Tier III (4)          |
| Tier IV & V (6)       |

| No. | Data             | Torneo                                     | Superficie | Compagna             | Avversarie in finale                           | Punteggio     |
| 1.  | 25 agosto 1990   | Schenectady Open, Schenectady              | Cemento    | Alysia May           | Linda Ferrando Wiltrud Probst                  | 6–4, 5–7, 6–3 |
| 2.  | 21 aprile 1991   | Pattaya Women's Open, Pattaya              | Cemento    | Suzanna Anggarkusuma | Rika Hiraki Akemi Nishiya                      | 6–1, 6–4      |
| 3.  | 3 ottobre 1993   | Sapporo Open, Sapporo                      | Cemento    | Tessa Price          | Yone Kamio Naoko Kijimuta                      | 6–4, 6–2      |
| 4.  | 10 ottobre 1993  | Taiwan Open, Taipei                        | Cemento    | Yayuk Basuki         | Jo-Anne Faull Kristine Kunce                   | 6–4, 6–2      |
| 5.  | 5 gennaio 1997   | Gold Coast Classic, Gold Coast             | Cemento    | Naoko Kijimuta       | Ruxandra Dragomir Silvia Farina                | 7–6, 6–1      |
| 6.  | 12 gennaio 1997  | Moorilla Hobart International, Hobart      | Cemento    | Naoko Kijimuta       | Barbara Rittner Dominique Van Roost            | 6–3, 6–1      |
| 7.  | 23 febbraio 1997 | RMK Championships, Oklahoma City           | Cemento    | Rika Hiraki          | Marianne Werdel-Witmeyer Tami Whitlinger-Jones | 6–4, 6–1      |
| 8.  | 10 gennaio 1998  | ASB Classic, Auckland                      | Cemento    | Tamarine Tanasugarn  | Julie Halard-Decugis Janette Husárová          | 7–6, 6–4      |
| 9.  | 19 aprile 1998   | Japan Open Tennis Championships, Tokyo     | Cemento    | Naoko Kijimuta       | Amy Frazier Rika Hiraki                        | 6–3, 4–6, 6–4 |
| 10. | 6 ottobre 2002   | Japan Open Tennis Championships, Tokyo (2) | Cemento    | Shinobu Asagoe       | Svetlana Kuznecova Arantxa Sánchez Vicario     | 6–4, 4–6, 6–4 |

## Vittorie contro giocatrici top 10
| Stagione | 1994 | Totale |
| -------- | ---- | ------ |
| Vittorie | 1    | 1      |

| #    | Giocatrice        | Ranking | Evento                                      | Superficie | Turno | Punteggio     | Rank. NPR |
| ---- | ----------------- | ------- | ------------------------------------------- | ---------- | ----- | ------------- | --------- |
| 1994 |                   |         |                                             |            |       |               |           |
| 1.   | Lindsay Davenport | 8       | Nichirei International Championships, Tokyo | Cemento    | 2T    | 3-6, 6-4, 6-4 | 127       |